# Ameles modesta
Ameles modesta är en bönsyrseart som beskrevs av Bolivar 1914. Ameles modesta ingår i släktet Ameles och familjen Mantidae. Inga underarter finns listade i Catalogue of Life.